# Saint-Ferréol-de-Comminges
Saint-Ferréol-de-Comminges é uma comuna francesa na região administrativa de Occitânia, no departamento de Alta Garona. Estende-se por uma área de 5,88 km². Em 2010 a comuna tinha 60 habitantes (densidade: 10,2 hab./km²).